# Tíber
El Tíber (en italià Tevere) és el riu principal de la Itàlia central a la conca tirrènica, amb 405 km de longitud.
Neix a Monte Fumaiolo, als Apenins centrals Apenins d'Emília-Romanya, passa per Perusa i entra al Laci, on, després de travessar Roma (i acostar-se al Vaticà) desguassa a la mar Tirrena per mitjà de dos braços: el de l'esquerra (que desguassa a Òstia) es diu Fiumara; i el de la dreta es diu Fiumicino.
Afluents per la dreta:
- Paglia

Afluents per l'esquerra:
- Nera
- Farfa

## El riu en l'antiguitat clàssica
Si bé el seu nom originari fou Albula els romans el van anomenar Tiberis o en una variant poètica Tibris o de vegades Tiberinus, de l'adjectiu substantivat, segons els poetes romans perquè era el nom de Tiberinus rei d'Alba Longa ofegat a les seves aigües. El riu era navegable en alguns trams però va esdevenir tancat a causa dels sediments que van tapar la boca i van destruir el port d'Òstia, fins que Claudi va fer obres que van netejar la boca i va construir l'anomenat Portus Augusti, que va acabar Trajà, que comunicava el riu i el mar per un canal. La seva importància va produir el sorgiment de corporacions que es van anomenar els Navicularii i els Lenuncularii. El riu produïa inundacions algunes de les quals van quedar registrades. La més gran de l'antiguitat va ser la del 241 aC, després de la primera guerra púnica. Altres que cal esmentar foren el 215 aC, 202 aC, 193 aC, 192 aC, 189 aC, 54 aC, 27 aC, 23 aC, 22 aC i 15 dC. August va establir uns magistrats anomenats Curatores Tiberis que tenien com a missió cuidar el riu i que van existir tot l'imperi (i que fou una magistratura de molt d'honor). Una inundació el 69 dC va fer molt mal i després una altra en temps de Trajà, una en temps de Macrí i una en temps de Valerià I, i ja no s'esmenten més però és probable que no fossin les úniques. El 590 les inundacions també van fer molt de mal. Se sap que es va gelar el 398 aC però aquest fet devia ser excepcional.